# Chiesa della Santissima Annunziata e San Lorenzo
La chiesa della Santissima Annunziata e San Lorenzo è la parrocchiale di Vaprio d'Agogna, in provincia e diocesi di Novara; fa parte dell'unità pastorale di Suno-Momo.

## Storia
La primitiva parrocchiale di Santa Maria sorgeva all'interno del castello; nel 1595 il vescovo Carlo Bascapè, durante la sua visita pastorale, trovò che il luogo di culto era angusto e troppo piccolo.
Così, nel 1602, dopo uno scambio di terreni tra la comunità e il conte Giovanni Battista Caccia, proprietario del castello, si decise di costruire una nuova chiesa in una posizione più comoda.
L'edificio venne completato nel 1663 e negli anni successivi si procedette alla sua decorazione, mentre poi il 10 maggio 1698 il vescovo di Novara Giovanni Battista Visconti impartì la consacrazione; il campanile fu aggiungo più tardi, nel 1816.

## Descrizione

### Esterno
La facciata a capanna della chiesa, rivolta a sudovest, presenta il portale d'ingresso, protetto dal protiro sorretto da colonnine tuscaniche, e due nicchie ospitanti altrettante statue; il prospetto è inoltre scandito da quattro lesene con capitelli ionici sorreggenti il timpano mistilineo, la cui cornice inferiore è interrotta centralmente da una grande finestra. Sulla sommità della facciata sono poste tre statue in cemento, raffiguranti rispettivamente S. Antonio, S. Lorenzo  (rifatta da Piero Albergante nel 1980, dato che la precedente venne spezzata da un fulmine) e S. Rocco (realizzata da Gioacchino Rossi nel 1930).
Annesso alla parrocchiale è il campanile a base quadrata, la cui cella presenta su ogni lato una monofora ed è coronata dalla guglia poggiante sul tamburo ottagonale.

### Interno
L'interno dell'edificio si compone di un'unica navata, sulla quale si affacciano le cappelle laterali e le cui pareti sono scandite da lesene sorreggenti la trabeazione sulla quale si imposta la volta, abbellita dagli affreschi che ritraggono il Martirio e la gloria di San Lorenzo, dipinti nel 1942 da Nicola Arduino; al termine dell'aula si sviluppa il presbiterio, ospitante l'altare maggiore e chiuso dall'abside con gli angoli smussati. 
Qui sono conservate diverse opere di pregio, tra le quali il fonte battesimale, la cui pila risale al XVI secolo, la pala raffigurante Maria con le donne piangenti sul corpo di Gesù, dipinto da Luigi Morgari nel 1926, l'affresco con soggetto il Battesimo di Gesù nelle acque del Giordano, risalente al 1695.  La chiesa è dotata di un organo ottocentesco, tuttora funzionante, opera del novarese Alessandro Mentasti; pregevoli sono gli affreschi, come anche la balconata e l'elegante altare realizzato nel 1775 dallo scultore Martino Argenti.